# 韦克纳·拉约什

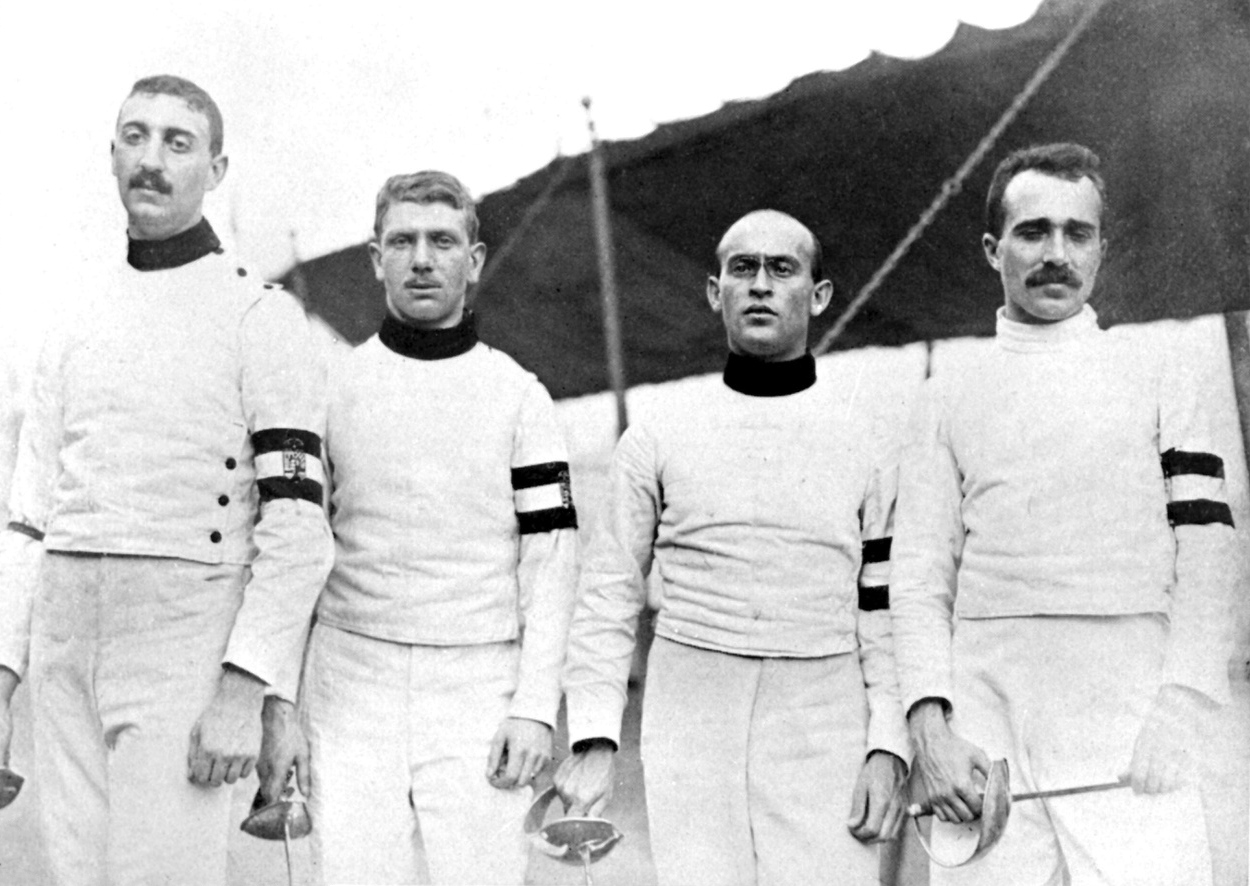
1908年奥运会匈牙利佩剑队。左起：韦克纳·拉约什，盖尔代·奥斯卡，富克斯·耶诺和托特·彼得

韦克纳·拉约什（匈牙利語：Werkner Lajos，1883年10月23日—1943年11月12日），生于布达佩斯，匈牙利犹太裔击剑运动员。他曾参加1908年和1912年夏季奥运会击剑比赛，共获得2枚金牌。
1943年，韦克纳在布达佩斯去世，享年60岁。

## 荣誉
1999年，韦克纳入选了国际犹太体育名人堂。